# هلموت یوهانسن
هلموت یوهانسن (انگلیسی: Helmuth Johannsen; ۲۷ فوریهٔ ۱۹۲۰ – ۳ نوامبر ۱۹۹۸) بازیکن فوتبال اهل آلمان بود.
از باشگاه‌هایی که در آن بازی کرده‌است می‌توان به باشگاه فوتبال سن پائولی اشاره کرد.